# Gentiana platypetala
Gentiana platypetala är en gentianaväxtart som beskrevs av August Heinrich Rudolf Grisebach. Gentiana platypetala ingår i släktet gentianor, och familjen gentianaväxter. Inga underarter finns listade i Catalogue of Life.